# Вассербург-на-Бодензее
Вассербург-ам-Бодензеє (нім. Wasserburg am Bodensee) — громада в Німеччині, знаходиться в землі Баварія. Підпорядковується адміністративному округу Швабія. Входить до складу району Ліндау.
Площа — 6,34 км2. Населення становить 3801 ос. (станом на 31 грудня 2020).